# Раковски, Иштван
Иштван Раковски(й) де Надьрако эт Надьшельмец (венг. István Rakovszky de Nagyrákó et Nagyselmecz; 18 июня 1858, Вена, Австро-Венгрия — 12 августа 1931, Будапешт, Королевство Венгрия) — венгерский государственный деятель, назначенный королём Карлом IV премьер-министром так называемого Правительства противников (1921).

## Биография
Родился в Вене, в аристократической семье. Изучал право в Братиславе, затем поступил на службу в австро-венгерскую армию, но вскоре вынужден был демобилизоваться по болезни. После лечения в Венеции поселился в своем поместье близ Липтовска Штьявницы.
Принял участие в создании Католической народной партии (1895) и с 1903 г. занимал пост заместителя её председателя партии. Стал известным политиком после Католического конгресса 1896 г., где он провозглашал социальные цели христианской политики. Принадлежал к консервативно-феодальному крылу католических политических движений.
С 1896 по 1918 г. избирался членом Палаты представителей, а с 1918 по 1926 г. — членом Сейма Венгрии. Был одним из наиболее активных представителей на пленарных заседаниях. От имени своей партии в феврале 1899 г. подписал соглашение между в оппозицией и премьер-министром Кальманом Селлем.
В 1905—1910 гг. занимал пост вице-спикера Палаты представителей. В период Венгерского конституционного кризиса (1903—1907) входил в состав руководящего коалиционного комитета. Критиковал программу правительства Шандора Векерле.
В 1907 г. был назначен императором на должность тайного советника. В 1908 г. был избран председателем венгерской Католической лиги. На первом заседании Национального собрания в 1908 г. потребовал обновления церковных политических законов в консервативном направлении.
Во время Первой мировой войны воевал на русском и итальянском фронтах, одновременно участвовал в работе Палаты представителей. Вошел с состав тройки так называемой контрольной комиссии оппозиции для анализа действий правительства. Однако это нововведение провалилось из-за нежелания министров делить с кем-либо свои полномочия.
29 октября 1918 г. был назначен министром по королевским делам, однако уже через два дня вспыхнула революция и власть перешла в руки Национального совета. В течение переходного периода политик ненадолго вышел в отставку. В период Венгерской советской республики подвергся непродолжительному аресту, документы его архива были конфискованы.
С осени 1919 г. представлял христианскую национальное движение. В 1920 г. был избран в Национальное Собрание от Христианской национальной объединенной партии (KNEP).
В 1920—1921 гг. являлся председателем Национального собрания Венгрии. На этом посту имел много столкновений с правительством Иштвана Бетлена и представителями Независимой партии мелких хозяев. Вследствие нарастающих противоречий 30 июля 1921 г. подал в отставку. После этого стал острым критиком правительства, осенью 1921 г. пережил покушения. когда ворвавшийся на парламентское заседание отряд офицеров пытался его убить.
В октябре того же года присоединился к королю Карлу IV, вернувшемуся в Венгрию и сформировавшему Правительство противников во главе с Раковски. После поражения роялистов был арестован и интернирован вместе с королевской четой в Тихани.
После низложения Габсбургов, со своими сторонниками вышел из партии KNEP и стал одним из учредителей Национальной крестьянской и гражданской партии (1922), более известной как партия Андраши. Выступал с резкой критикой правящего кабинета министров.
В 1926 г. принял решение об уходе из политики, проработав в качестве члена Национального Собрания в течение почти 30 лет.